# Далёкое (Кировоградская область)
Далёкое (укр. Далеке) — село в Новоукраинской городской общине Новоукраинского района Кировоградской области Украины.
Население по переписи 2001 года составляло 147 человек. Почтовый индекс — 27132. Телефонный код — 5251. Код КОАТУУ — 3524081402.